# Solis (tractor)

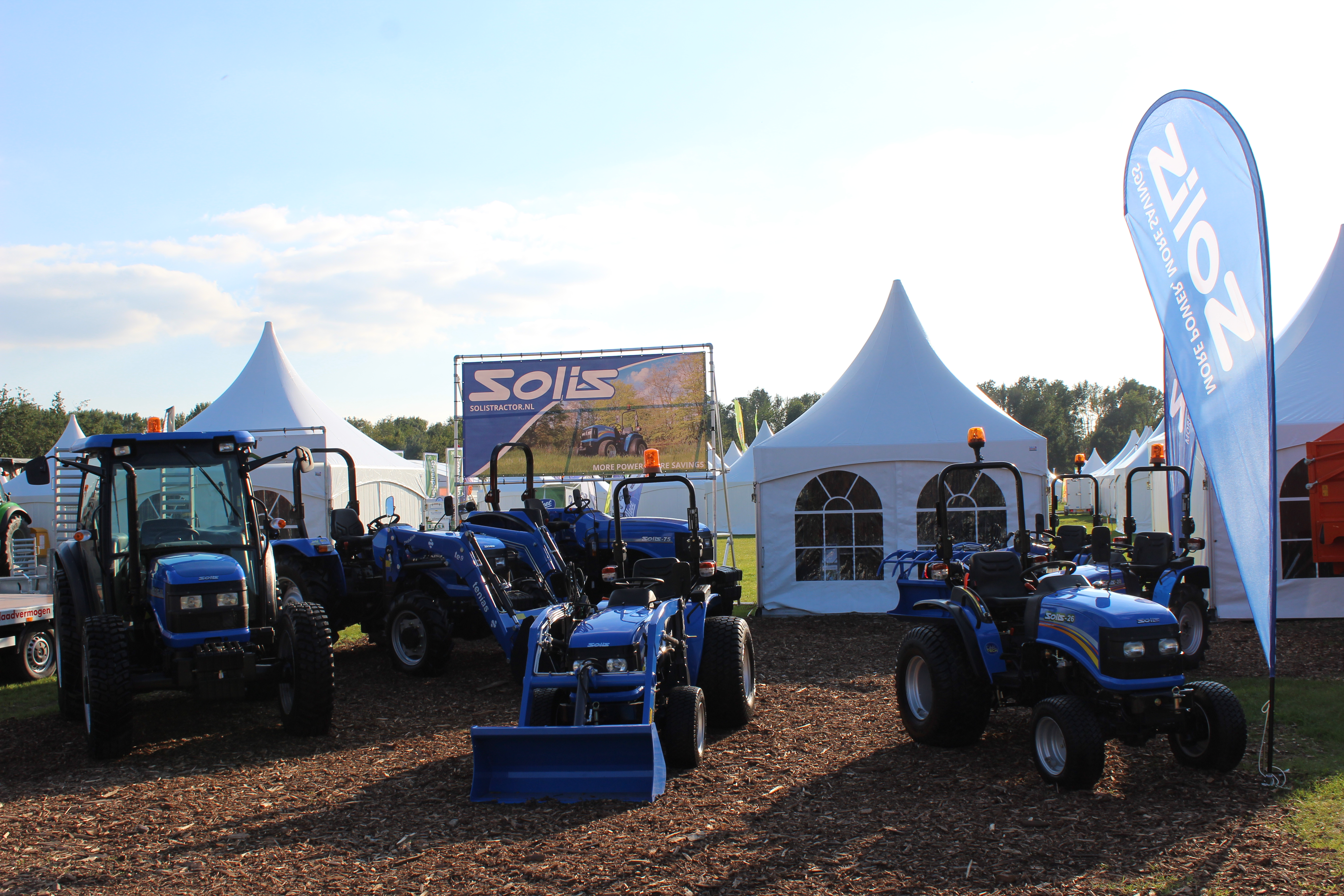
Solis in 2015 op een Nederlandse beurs

Solis is een tractormerk van de Sonalika Group. In het verleden heeft dit bedrijf tractoren gebouwd voor onder andere Claas en Renault. Tegenwoordig werkt het samen met het Japanse Yanmar en produceert het tractoren voor Landini. Met een productie van 120.000 eenheden per jaar is Sonalika een van de grootste tractorfabrikanten ter wereld. Sinds 2012 worden Solis-tractoren aangeboden op de Europese markt en vanaf 2015 zijn ze ook in Nederland verkrijgbaar.
De Sonalika Group is een Indiase multinationale onderneming met hoofdkantoor in Hoshiarpur, India.

## Modellen
| Type | Vermogen (pk) | Uitvoering        |
| ---- | ------------- | ----------------- |
| RX20 | 18pk          | 4wd               |
| RX26 | 24pk          | 4wd               |
| RX50 | 50pk          | 2wd/4wd           |
| WT60 | 60pk          | 2wd/4wd           |
| WT75 | 75pk          | 2wd/4wd/smalspoor |
| WT90 | 90pk          | 4wd               |

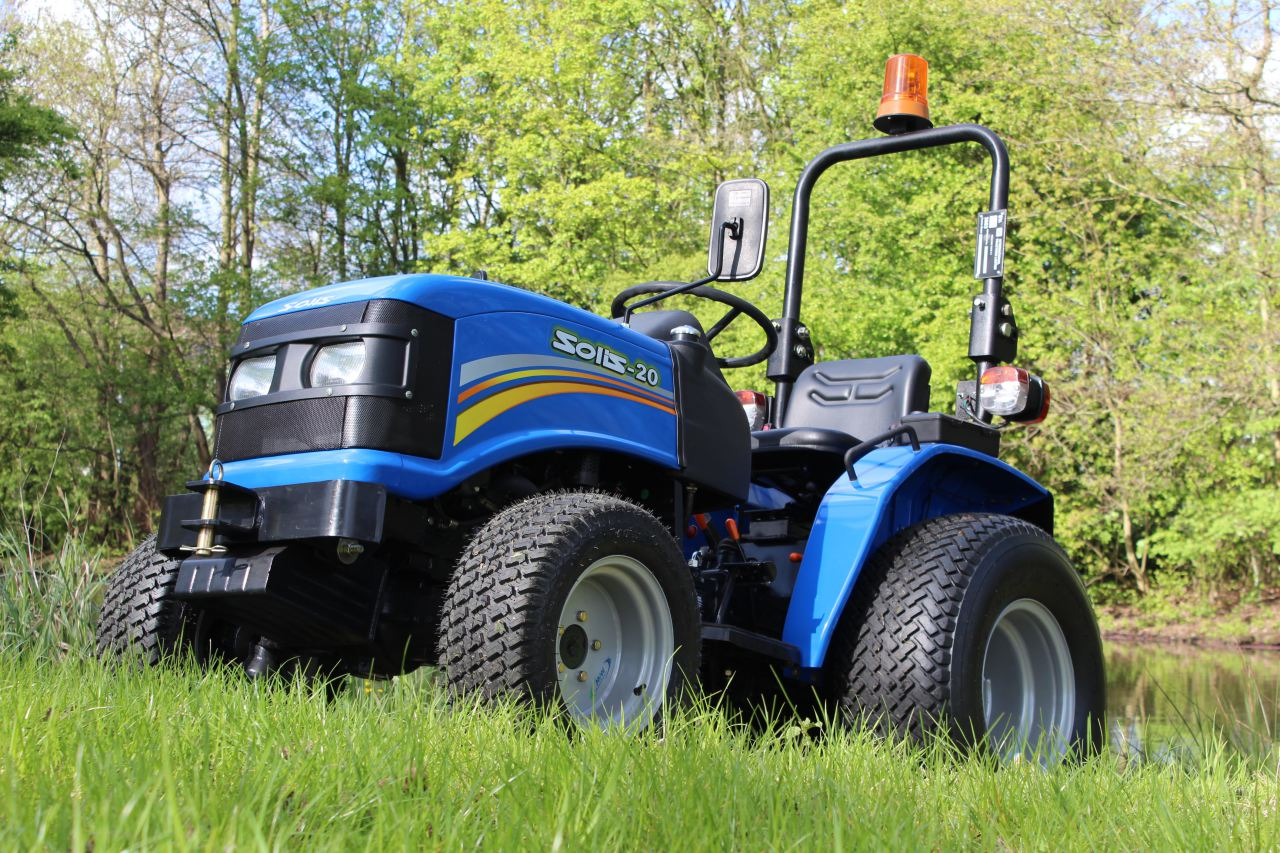
Solis 20 uitgevoerd met gazonbanden
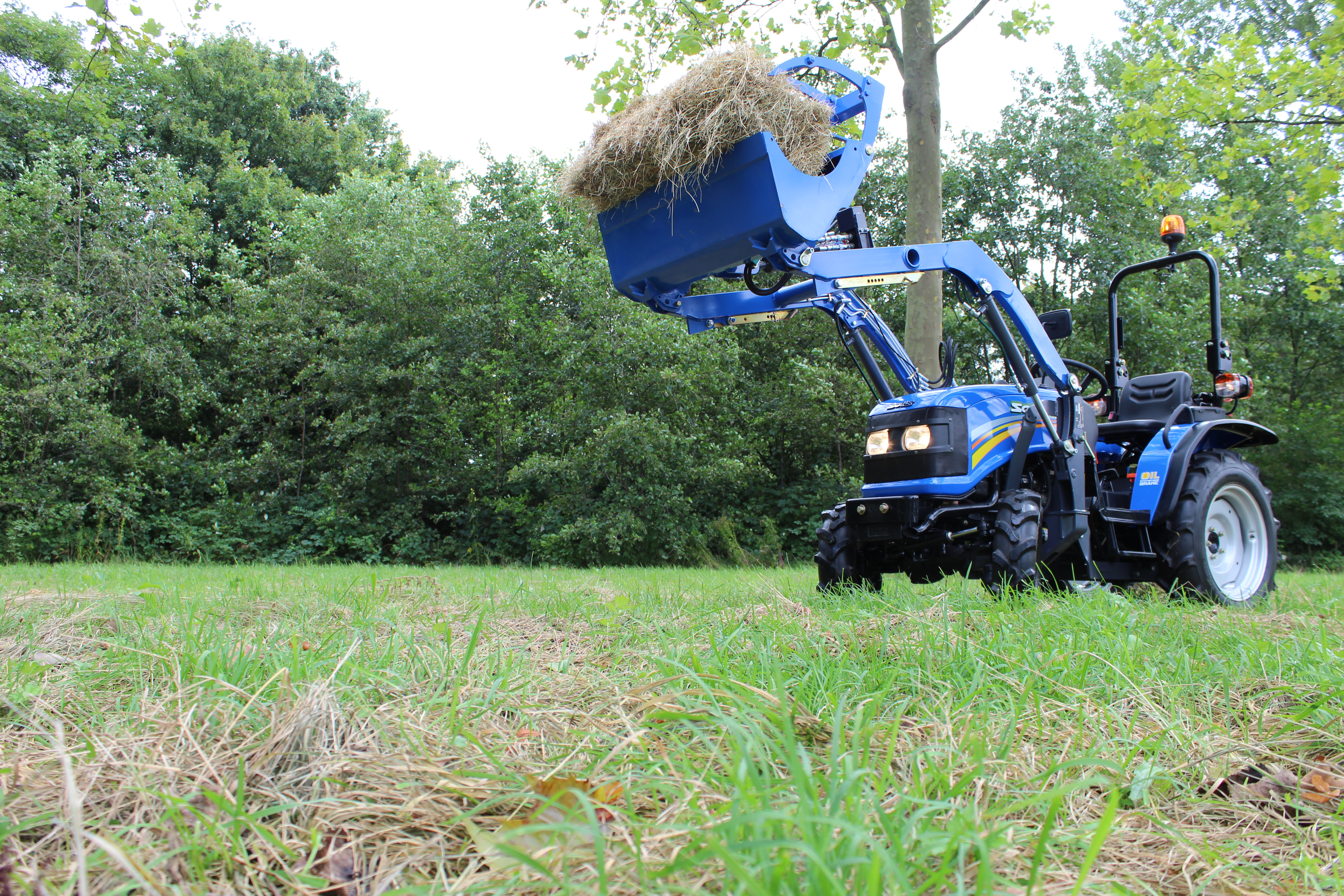
Solis 26 uitgevoerd met voorlader
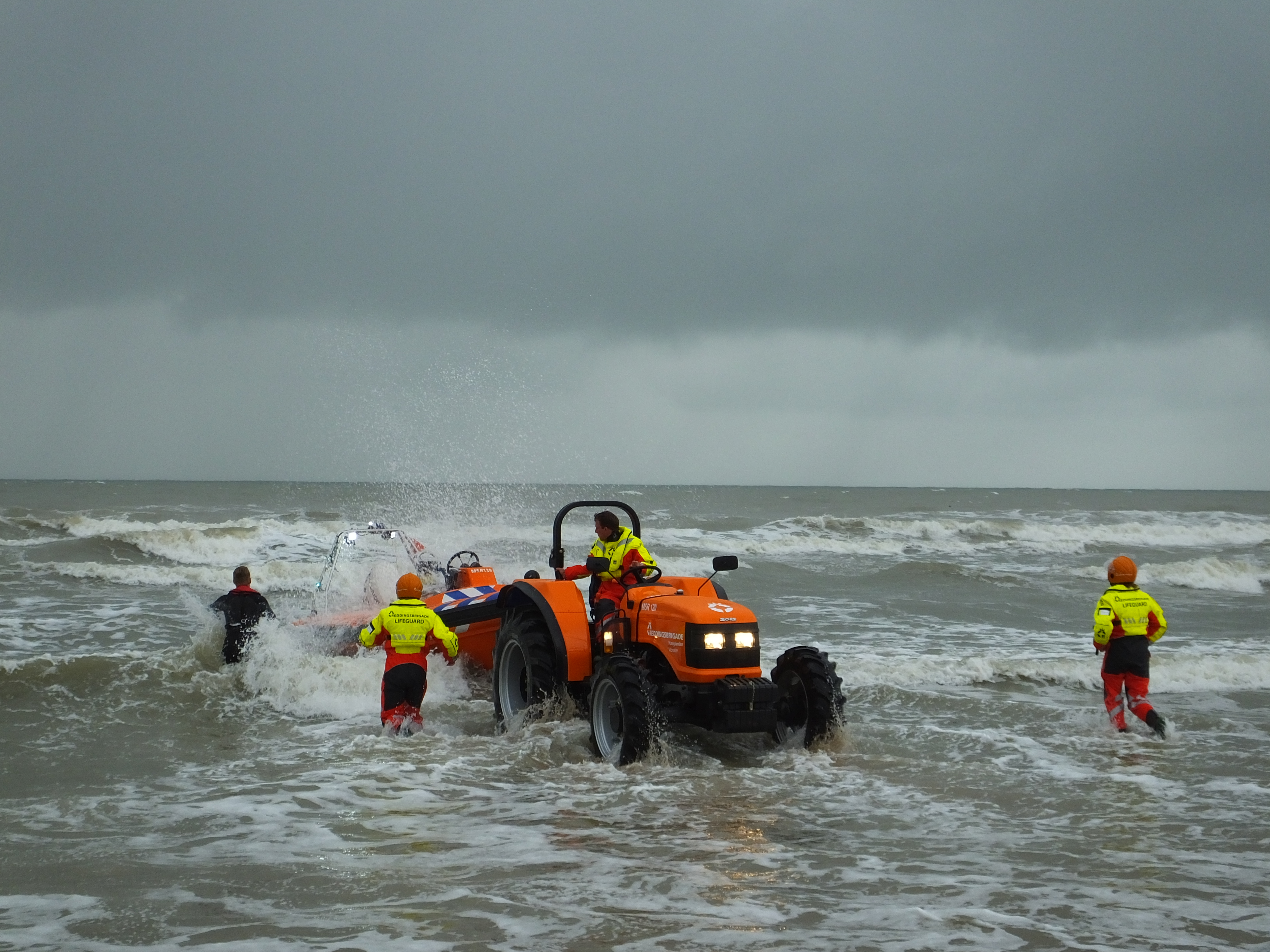
De Solis 75 aan het werk bij de reddingsbrigade
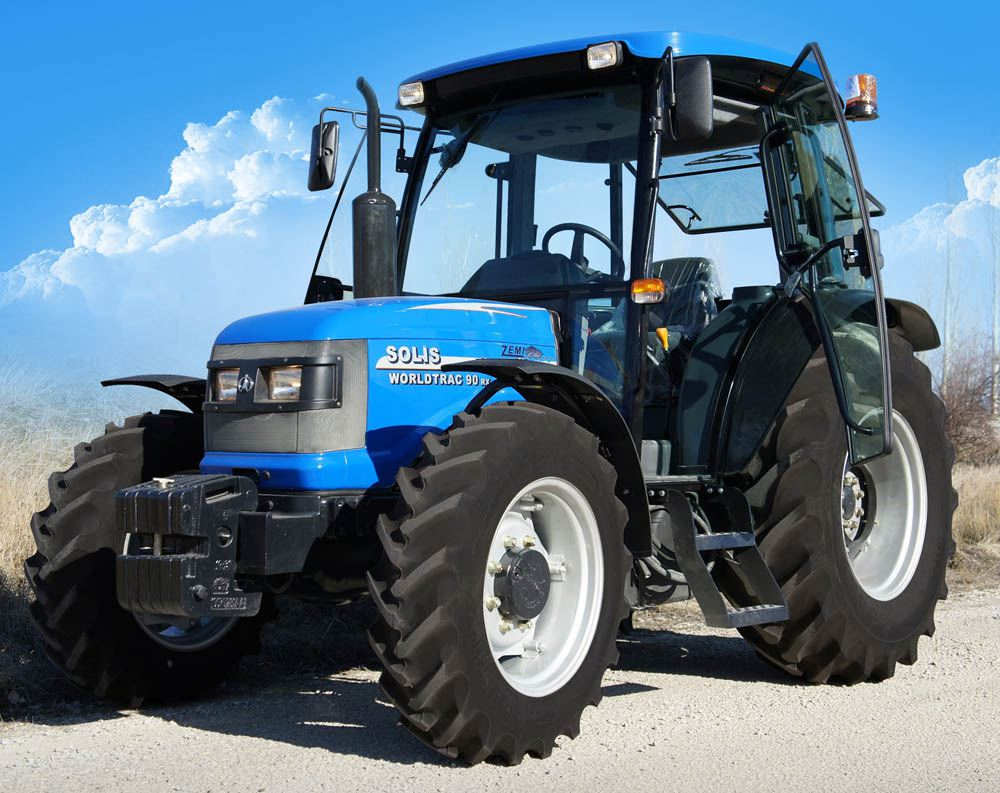
De Solis 90 met cabine